# Progressão geométrica

Diagrama mostrando uma série geométrica 1 + 1/2 + 1/4 + 1/8 + ⋯ que converge para 2.

Uma progressão geométrica (abreviada como P.G.) é uma sequência numérica na qual cada termo, a partir do segundo, é igual ao produto do termo anterior por uma constante, chamada de razão da progressão geométrica. A razão é indicada geralmente pela letra {\displaystyle q} (inicial da palavra "quociente").
Alguns exemplos de progressão geométrica:
- {\displaystyle \left(1,2,4,8,16,32,64,128,256,512,1024,2048,\ldots \right),} em que {\displaystyle q=2} e {\displaystyle a_{1}=1;} [1]
- {\displaystyle \left(1,{\frac {1}{2}},{\frac {1}{4}},{\frac {1}{8}},{\frac {1}{16}},{\frac {1}{32}},{\frac {1}{64}},{\frac {1}{128}},{\frac {1}{256}},\ldots \right),} em que {\displaystyle q={\frac {1}{2}}} e {\displaystyle a_{1}=1;}
- {\displaystyle \left(-3,9,-27,81,-243,729,-2187,\ldots \right),} em que {\displaystyle q=-3} e {\displaystyle a_{1}=-3;}
- {\displaystyle \left(7,7,7,7,7,7,7,7,7,7,\ldots \right),} em que {\displaystyle q=1} e {\displaystyle a_{1}=7;}
- {\displaystyle \left(3,0,0,0,0,0,0,0,0,0,\ldots \right),} em que {\displaystyle q=0} e {\displaystyle a_{1}=3;}

## Termo geral
Costuma-se denotar por {\displaystyle a_{n}} o n-ésimo termo de uma progressão geométrica. Assim, a progressão fica totalmente definida pelo valor de seu termo inicial {\displaystyle a_{1}} e sua razão q.
A sucessão dos termos é obtida por recursão:
- {\displaystyle a_{n}=a_{1},n=1;}
- {\displaystyle a_{n+1}=q\cdot a_{n},n=2,3,4,\ldots .}

Podemos demonstrar por indução matemática que:
{\displaystyle a_{n}=a_{1}.q^{n-1}.}
De modo geral, o n-ésimo termo pode ser calculado a partir do m-ésimo termo simplesmente por:
{\displaystyle a_{n}=a_{m}\ q^{n-m},~~n,m\in \mathbb {Z} }

## Soma dos termos de uma P.G.
A soma dos termos de uma P.G., a partir do primeiro, é definida por
{\displaystyle S_{n}=\sum _{i=1}^{n}a_{1}q^{i-1}=a_{1}+a_{1}q+a_{1}q^{2}+\ldots +a_{1}q^{n-1}.}
Caso {\displaystyle q\neq 1,} a soma pode ser descrita pela seguinte fórmula:
{\displaystyle S_{n}={\frac {a_{1}(1-q^{n})}{1-q}}}

### Demonstração
Essa fórmula pode ser explicada dessa maneira:
{\displaystyle S_{n}=a_{1}+a_{1}\ q+\ldots +a_{1}\ q^{n-1}.}
Multiplica-se pela razão {\displaystyle q:}
{\displaystyle q\ S_{n}=a_{1}\ q+a_{1}\ q^{2}+\ldots +a_{1}\ q^{n}.}
Subtrai-se a primeira da segunda (qSn - Sn), pois qSn >= Sn, se fizer o contrário irá sempre gerar um valor negativo. Cancelam-se os termos repetidos:
{\displaystyle q\ S_{n}-S_{n}=a_{1}\ q^{n}-a_{1},}
o que é equivalente (através de fatoração por fator comum) a
{\displaystyle \left(q-1\right)S_{n}=a_{1}\left(q^{n}-1\right).}
Divide-se ambos os termos por {\displaystyle (q-1)\neq 0} e o resultado segue.

## Soma dos termos dentro de um intervalo da P.G.
A soma dos termos de uma progressão geométrica situados no intervalo fechado de {\displaystyle a_{m}} até {\displaystyle a_{n}} é calculada pela seguinte fórmula:
{\displaystyle S_{(m,n)}={\frac {a_{m}(q^{n-m+1}-1)}{q-1}}.}

## Soma dosinfinitostermos de uma progressão geométrica
A soma dos infinitos termos de uma P.G. é chamada série geométrica e está bem definida quando {\displaystyle |q|<1.} Sua soma é:
{\displaystyle S_{\infty }=\sum _{n=1}^{\infty }a_{1}q^{n-1}={\frac {a_{1}}{1-q}}.}
Se {\displaystyle q\geq 1} e {\displaystyle a_{1}>0} então sua soma é mais infinito e se {\displaystyle q\geq 1} e {\displaystyle a_{1}<0,} sua soma é menos infinito.
{\displaystyle S_{\infty }=\left\{{\begin{array}{ll}{\frac {a_{1}}{1-q}},&|q|<1\\+\infty ,&q\geq 1,a_{1}>0\\-\infty ,&q\geq 1,a_{1}<0\\0,&a_{1}=0.\end{array}}\right.}
Obs.: Esta tabela não esgota todos os casos. Ver o caso {\displaystyle q\leq -1,} por exemplo. {\displaystyle q} pode ser um número complexo. O tratamento destas séries pode ser visto no artigo sobre séries divergentes.

## Produto dos termos de uma progressão geométrica
O produto dos termos de uma progressão geométrica, a partir do primeiro, é dada por
{\displaystyle P_{n}=a_{1}^{n}.q^{\frac {n.(n-1)}{2}},}
e também pode ser determinado sem o conhecimento da razão:
{\displaystyle P_{n}=\prod _{i=1}^{n}a_{i}=(a_{1}\times a_{n})^{\frac {n}{2}},}
sendo similar à forma do somatório de uma progressão aritmética.

## Tipos de progressões geométricas

### Progressão geométrica constante
Uma progressão geométrica constante é toda P.G em que todos os termos são iguais, sendo que para isso sua razão {\displaystyle q} deve ser igual a 1.
Exemplos de progressões geométricas constantes :
- {\displaystyle (4,4,4,4,4,4,4,4,...)} tem razão {\displaystyle q=1} e primeiro termo {\displaystyle a_{1}=4}
- {\displaystyle (6,6,6,6,6,6,6,6,...)} tem razão {\displaystyle q=1} e primeiro termo {\displaystyle a_{1}=6}

### Progressão geométrica crescente
Uma progressão geométrica crescente é toda P.G em que a razão {\displaystyle q} é superior a 1 e seu primeiro termo {\displaystyle a_{1}} é superior a 0 ou quando sua razão {\displaystyle q} está entre 0 e 1 e seu primeiro termo {\displaystyle a_{1}} é inferior a 0. Obedecendo assim a ordem: {\displaystyle q>1} e {\displaystyle a_{1}>0} ou {\displaystyle 0<q<1} e {\displaystyle a_{1}<0.}
Exemplos de progressões geométricas crescentes:
- {\displaystyle (1,3,9,27,81,...)} tem razão {\displaystyle q=3} e primeiro termo {\displaystyle a_{1}=1.}
- {\displaystyle (-4;-2;-1;-0,5;-0,25;...)} tem razão {\displaystyle q=0,5} e primeiro termo {\displaystyle a_{1}=-4.}

### Progressão geométrica decrescente
Uma progressão geométrica decrescente é toda P.G em que a razão {\displaystyle q} é superior a 1 e seu primeiro termo {\displaystyle a_{1}} é inferior a 0 ou quando sua razão {\displaystyle q} está entre 0 e 1 e seu primeiro termo {\displaystyle a_{1}} é superior a 0. Obedecendo assim a ordem: {\displaystyle q>1} e {\displaystyle a_{1}<0} ou {\displaystyle 0<q<1} e {\displaystyle a_{1}>0.}
Exemplos de progressões geométricas decrescentes:
- {\displaystyle (-4,-8,-16,-32,-64,...)} tem razão {\displaystyle q=2} e primeiro termo {\displaystyle a_{1}=-4.}
- {\displaystyle (64,32,16,8,4,...)} tem razão {\displaystyle q=1/2} e primeiro termo {\displaystyle a_{1}=64.}

### Progressão geométrica oscilante
Uma progressão geométrica oscilante é toda P.G em que a razão {\displaystyle q} é um número negativo, fazendo com que a sequência numérica intercale entre números positivos e negativos. Sendo assim, obedece a ordem: {\displaystyle q<0.}
Exemplos de progressões geométricas oscilantes:
- {\displaystyle (3,-6,12,-24,48,...)} tem razão {\displaystyle q=-2} e primeiro termo {\displaystyle a_{1}=3.}
- {\displaystyle (4,-16,64,-256,1024,...)} tem razão {\displaystyle q=-4} e primeiro termo {\displaystyle a_{1}=4.}

## Exemplo de progressão geométrica
Abaixo temos uma tabela na qual o termo {\displaystyle a_{n=1}=2} e o termo {\displaystyle a_{n=2}=6,} e assim sucessivamente em progressão geométrica.
| {\displaystyle n} | {\displaystyle a} |
| ----------------- | ----------------- |
| 1                 | 2                 |
| 2                 | 6                 |
| 3                 | 18                |
| 4                 | 54                |
| 5                 | 162               |
| 6                 | 486               |
| 7                 | 1.458             |
| 8                 | 4.374             |
| 9                 | 13.122            |
| 10                | 39.366            |
| 11                | 118.098           |
| 12                | 354.294           |
| 13                | 1.062.882         |
| 14                | 3.188.646         |
| 15                | 9.565.938         |
| 16                | 28.697.814        |
| 17                | 86.093.442        |
| 18                | 258.280.326       |
| 19                | 774.840.978       |
| 20                | 2.324.522.934     |

- Qual é o 8º termo da PG acima?

{\displaystyle {\begin{aligned}P_{8}&=2\cdot 3^{(8-1)}\\&=2\cdot 3^{7}\\&=2\cdot 2.187\\&=4.374\end{aligned}}}

## Enésimo termo de uma PG
É possível a obtenção do enésimo termo da progressão geométrica dado dois outros termos quaisquer, conforme explicações:
Inicialmente é necessário obter-se o quociente({\displaystyle q}).
{\displaystyle {\begin{aligned}q&={\sqrt[{n-m}]{\frac {P_{n}}{P_{m}}}}\end{aligned}}}
Após obtido o quociente({\displaystyle q}) o enésimo({\displaystyle e}) termo procurado se encontra a partir da sua distância em relação ao termo {\displaystyle n,} ou seja, {\displaystyle (n-e).}
{\displaystyle {\begin{aligned}P_{e}&={\frac {Pn}{{q}^{(n-e)}}}\end{aligned}}}
Exemplo ilustrativo
Dado que uma Progressão Geométrica tem o 5º termo({\displaystyle m}) igual a 1.250 e o 8º termo({\displaystyle n}) igual a 156.250, qual é o valor do 2º termo({\displaystyle e})?
{\displaystyle {\begin{aligned}q&={\sqrt[{8-5}]{\frac {156.250}{1.250}}}\\q&={\sqrt[{3}]{125}}\\q&=5\end{aligned}}}
Agora usando o quociente ({\displaystyle q}) na fórmula do enésimo termo ({\displaystyle P_{e}}).
{\displaystyle {\begin{aligned}P_{e}&={\frac {156.250}{5^{(8-2)}}}\\P_{e}&={\frac {156.250}{5^{6}}}\\P_{e}&={\frac {156.250}{15.625}}\\P_{e}&=10\end{aligned}}}
O 2º termo da PG dada é igual a 10.